# St. Bartholomäus und Dionysius (Ballingshausen)

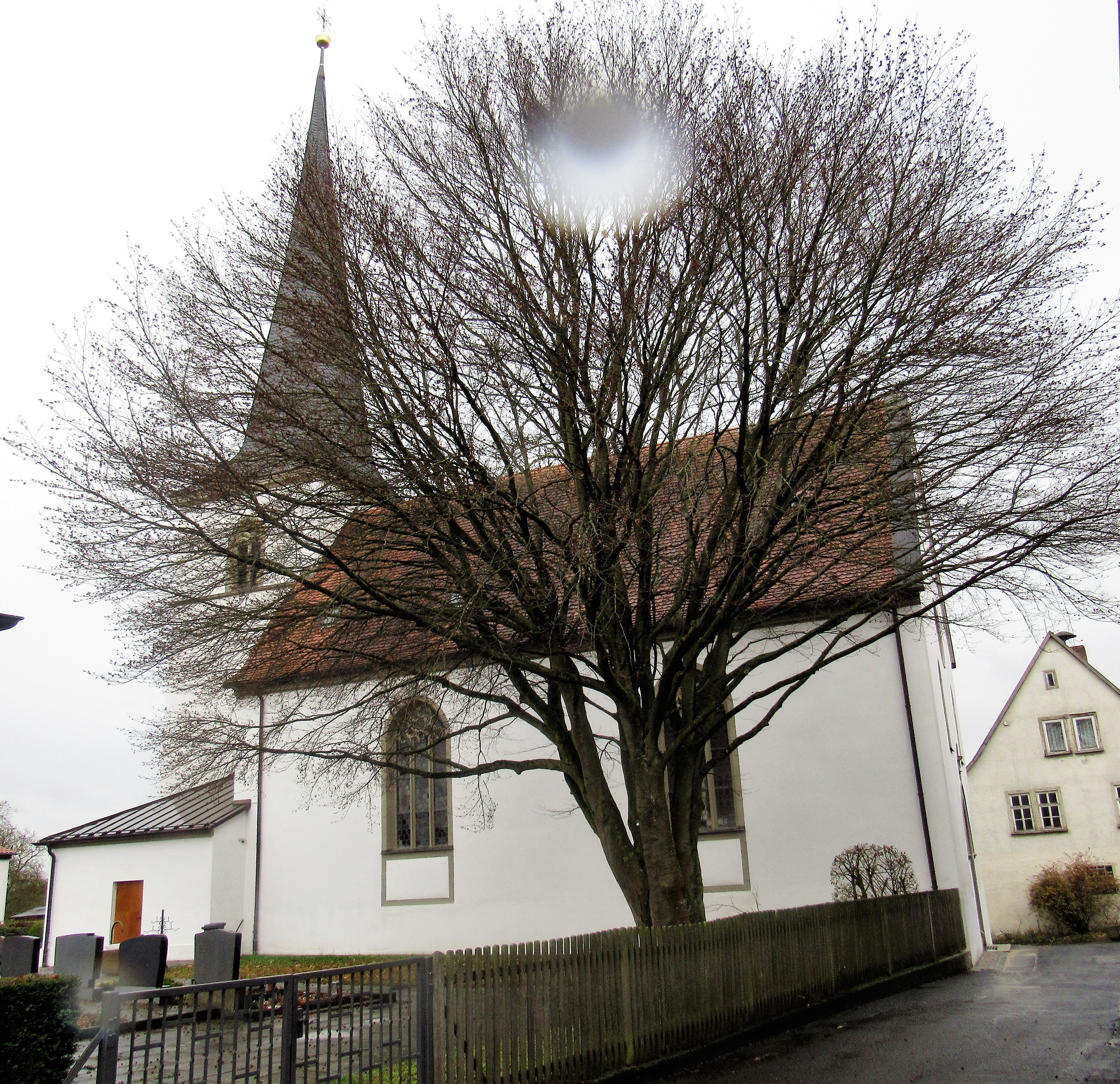
Kirche St. Bartholomäus und Dionysius in Ballingshausen

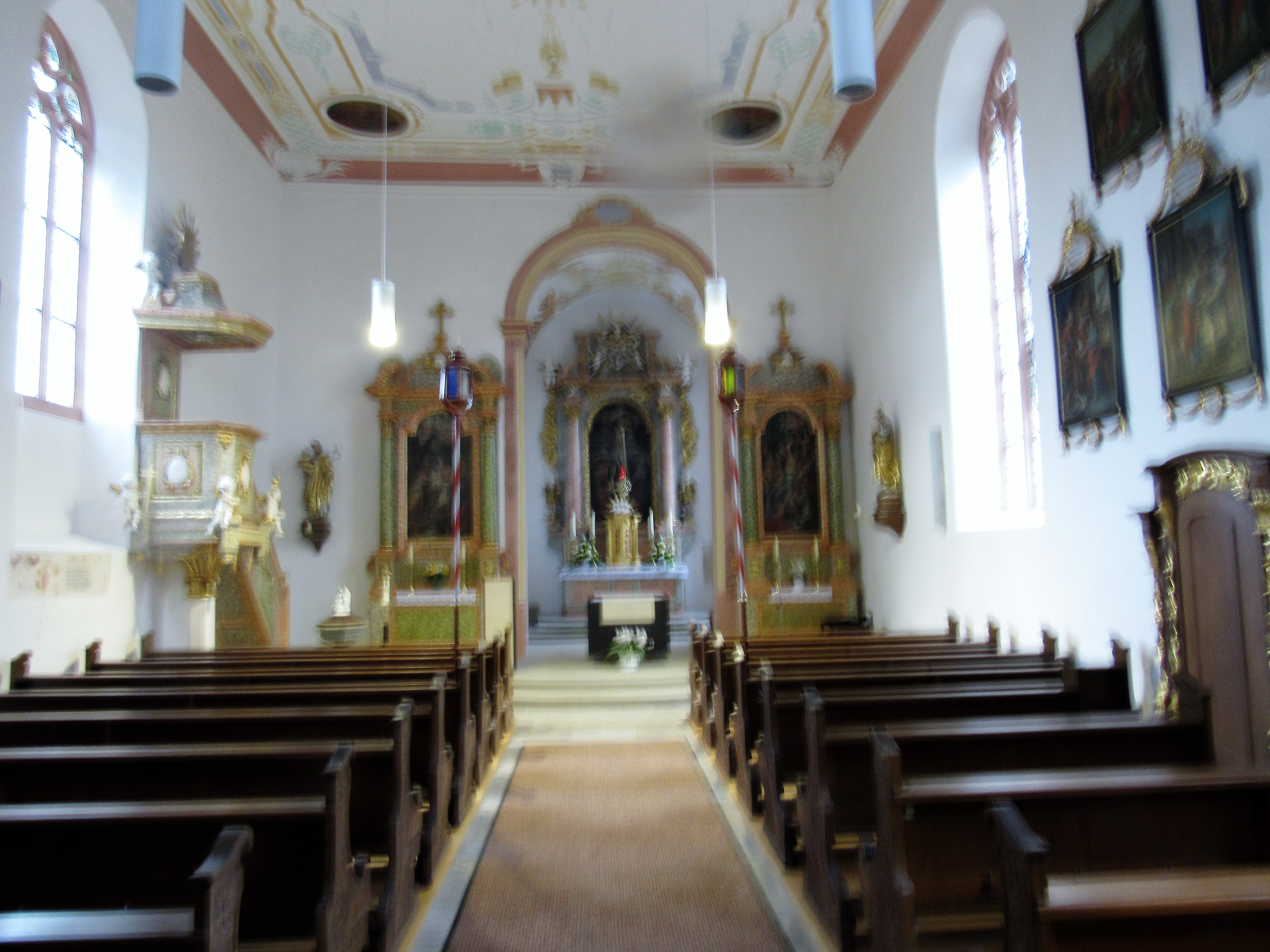
Innenraum der Kirche

Die römisch-katholische Kirche St. Bartholomäus und Dionysius in Ballingshausen, einem Ortsteil von Stadtlauringen im unterfränkischen Landkreis Schweinfurt, ist eine Filialkirche von Altenmünster. Sie gehört zu den Baudenkmälern von Stadtlauringen und ist unter der Nummer D-6-78-181-50 in der Bayerischen Denkmalliste registriert.

## Geschichte
Die Kirche, die bis zum 31. Dezember 2001 zur Pfarrei Ebertshausen gehörte, wurde bereits seit 1953 durch die Pfarrei Altenmünster versorgt. Seit 1. Januar 2002 gehört sie auch kirchenrechtlich zu Altenmünster. Das Untergeschoss des Turmes und die südliche Mauer des Langhauses sind mittelalterlich. Um das Jahr 1600 wurde der Turm im Stil Julius Echters mit dem charakteristischen Spitzdach erhöht und das Langhaus erweitert. Die Kirche wurde in den Jahren 2011 bis 2012 außen renoviert. Eine Innenrenovierung schloss sich in den Jahren 2014 bis 2015 an.

## Beschreibung
Der Hochaltar wurde 1955 unter Umarbeitung in der Kirche aufgestellt. In der Kirche von Schönbach im Landkreis Haßberge diente er lediglich als Seitenaltar und wurde deshalb verbreitert. Das Altargemälde stellt die Kreuzigung dar. An den Seitenaltären aus dem 17. Jahrhundert sieht man Darstellungen der Anbetung der Könige und des Martyriums des heiligen Bartholomäus. Die Kanzel ist klassizistisch und entstand im späten 18. Jahrhundert. An ihr befinden sich drei Putten als Symbole von Glaube, Hoffnung und Liebe. Bei der Innenrenovierung 2014 bis 2015 erhielt sie, wie auch die Seitenaltäre, die farbliche Fassung aus der Zeit um 1780 zurück. Das Deckengemälde, die Verherrlichung des heiligen Dionysius und seiner Gefährten, schuf der Maler Johann Georg Köhler aus Münnerstadt im Jahr 1740.

## Weblink
- Internetauftritt der Pfarreiengemeinschaft Liborius Wagner Stadtlauringen